# Кукша Одесский
Преподобный Кукша Одесский, также Кукша Новый (в миру Косьма Кириллович Величко; 12 (24) января 1875, Арбузинка, Елисаветградский уезд, Херсонская губерния — 24 декабря 1964, Одесса) — схиархимандрит и святой Украинской православной церкви.
Канонизирован в лике преподобных. Память 16 (29) сентября в день обретения мощей, 11 (24) декабря в день кончины (УПЦ), в Соборе новомучеников и исповедников Церкви Украинской.

## Жизнеописание
Родился 12 (24) января 1875 года в селе Арбузинке Елисаветградский уезд Херсонской губернии, в семье Кирилла и Харитины и был крещён с именем Косьма; в семье было ещё двое сыновей — Фёдор и Иоанн — и дочь Мария. Потомок старинного рода православных казаков-украинцев, воинов Христовых Поднепровья с деда-прадеда. Среди представителей казачьей фамилии Величко казачий летописец Самуил Величко.
В 1895 году отправился с паломниками в Святую землю. Прожив в Иерусалиме полгода, Косьма на обратном пути посетил гору Афон. Здесь он пожелал подвизаться в монашестве, однако вернулся на родину, чтобы получить благословение родителей. В 1896 году Косьма прибыл на Афон и поступил послушником в русский Пантелеимонов монастырь. Косьма вновь посетил Иерусалим, в течение полутора лет он нёс послушание у Гроба Господня. Вернувшись на Афон, Косьма был назначен на послушание гостинника в странноприимную для паломников, в которой подвизался 11 лет. Позже послушник Косьма был пострижен в рясофор с именем Константин, а 23 марта 1904 года — в монашество с именем Ксенофонт.
Во время Первой мировой войны служил братом милосердия в санитарном поезде Киев — Львов. С 1913 по 1932 год служил в Киево-Печерской лавре. В 1931 году во время изнурительной болезни пострижен в великую схиму с именем Кукша, а ещё через два года рукоположён в сан иеромонаха и стал служить в одной из действующих киевских церквей, поскольку все монастырские храмы были закрыты большевиками.
В 1935—1938 годах служил в храме при Воскресенской слободке.
В 1938 году был арестован, приговорён к пяти годам заключения, срок отбывал в посёлке Вильва Соликамского района Молотовской области (ныне Пермский край). В 1943 году на три года был отправлен в ссылку в Кунгур без права совершения богослужений, жил в колокольне единственной действовавшей на тот момент городской церкви. После долгих мытарств на ссылках вернулся в Киев, а впоследствии был переведён в Почаевскую лавру, потом в монастырь в селе Крещатике на Буковине, а после его закрытия в 1960 году — в Успенский монастырь в Одессе. К нему тянулись многие прихожане и верующие, власти пытались изолировать святого от общения с мирянами.
Почил 24 декабря 1964 года.
Кукша Одесский был восприемником при монашеском постриге будущего митрополита Киевского и всея Украины Владимира (Сабодана).

### Имена Кукши
В миру Косма Кириллович Величко,
в крещении получил имя Косма;
в рясофоре — Константин (в конце XIX века),
в малой схиме — Ксенофонт (в 1904 году),
в великой схиме — Кукша (в 1931 году).

## Почитание и канонизация
Почитание преподобного Кукши началось сразу после его кончины.
Канонизирован схиархимандрит Кукша Одесский 4 октября 1994 года как местночтимый святой Украинской православной церкви.
Рака с мощами святого Кукши Одесского находятся в Одесском Свято-Успенском монастыре.
3 февраля 2016 года определением Освященного Архиерейского собора Русской православной церкви был канонизирован для общецерковного прославления в числе других подвижников, которые широко почитались (в том числе издревле), но не были прославлены общецерковно.